# Szabadszállás
Szabadszállás é uma cidade da Hungria, situada no condado de Bács-Kiskun. Tem 164,62 km² de área e sua população em 2019 foi estimada em 6.121 habitantes.